# Sárga katica
A sárga katica (Aphidecta obliterata) a katicabogárfélék családjába tartozó, Európában és Nyugat-Ázsiában honos, fenyőkön élő bogárfaj.  

## Megjelenése
A sárga katica testhossza 4-5 mm. Teste megnyúlt ovális alakú. Szárnyfedőinek felszíne sima, színük világosbarna vagy piszkossárga, a hátsó harmadának oldalán egy-egy megnyúlt, változó méretű fekete folt található (amely hiányozhat is). Néha apró, sötétbarna-fekete pontok, kis foltok is láthatók rajta és a szárnyfedők közötti varrat környéke is sötétebb. Több színváltozata is ismert, teljesen fekete is lehet. A hímek általában egyszínűek és valamivel kisebbek a nőstényeknél. Az előtor fehéres bézs színű, barna M alakú rajzolattal. Alsó oldala fekete. Lábai barnák.  
Lárvája világosszürke, szelvényenként sötétszürke szemölcsökkel, amelyekből rövid szőrök nőnek. Az első potrohszelvény két oldalsó szemölcse narancssárga. 

## Elterjedése
Európában, Kis-Ázsiában és a Kaukázusban honos. Észak-Amerikába biológiai növényvédelem céljából betelepítették, ahol az 1900 körül behurcolt fenyő-gubacstetvek az érzékeny őshonos fafajok körében nagy károkat okoznak.   

## Életmódja
Főleg vörösfenyőn, de erdeifenyőn, lucon, jegenyefenyőn is megtalálható. Mind az imágó, mind a lárva ragadozó, különféle levéltetvekkel és fenyő-gubacstetvekkel (Adelgidae) táplálkoznak. Évente egy nemzedéke nő fel. A kifejlett katicát tavasszal és nyáron lehet látni, a telet a fenyőfák kéregrepedéseiben vészeli át. 

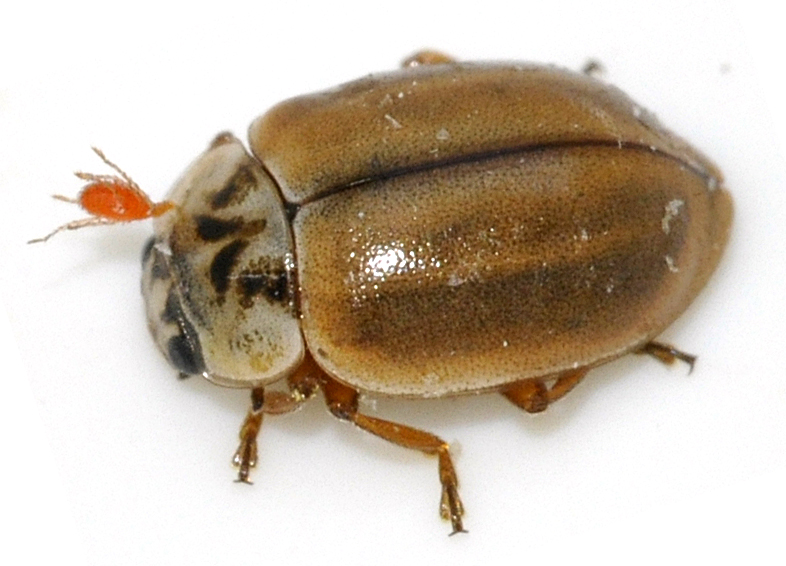
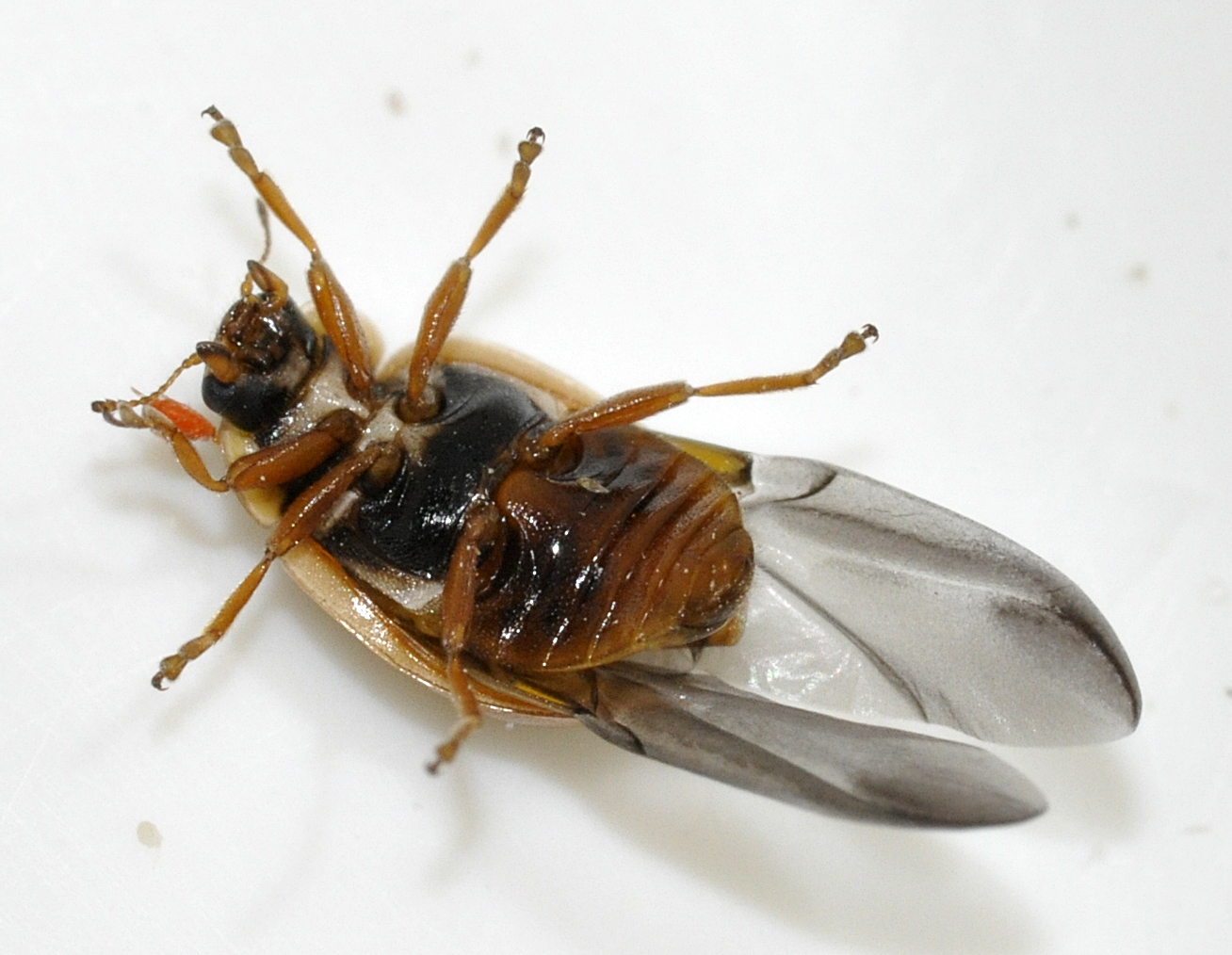
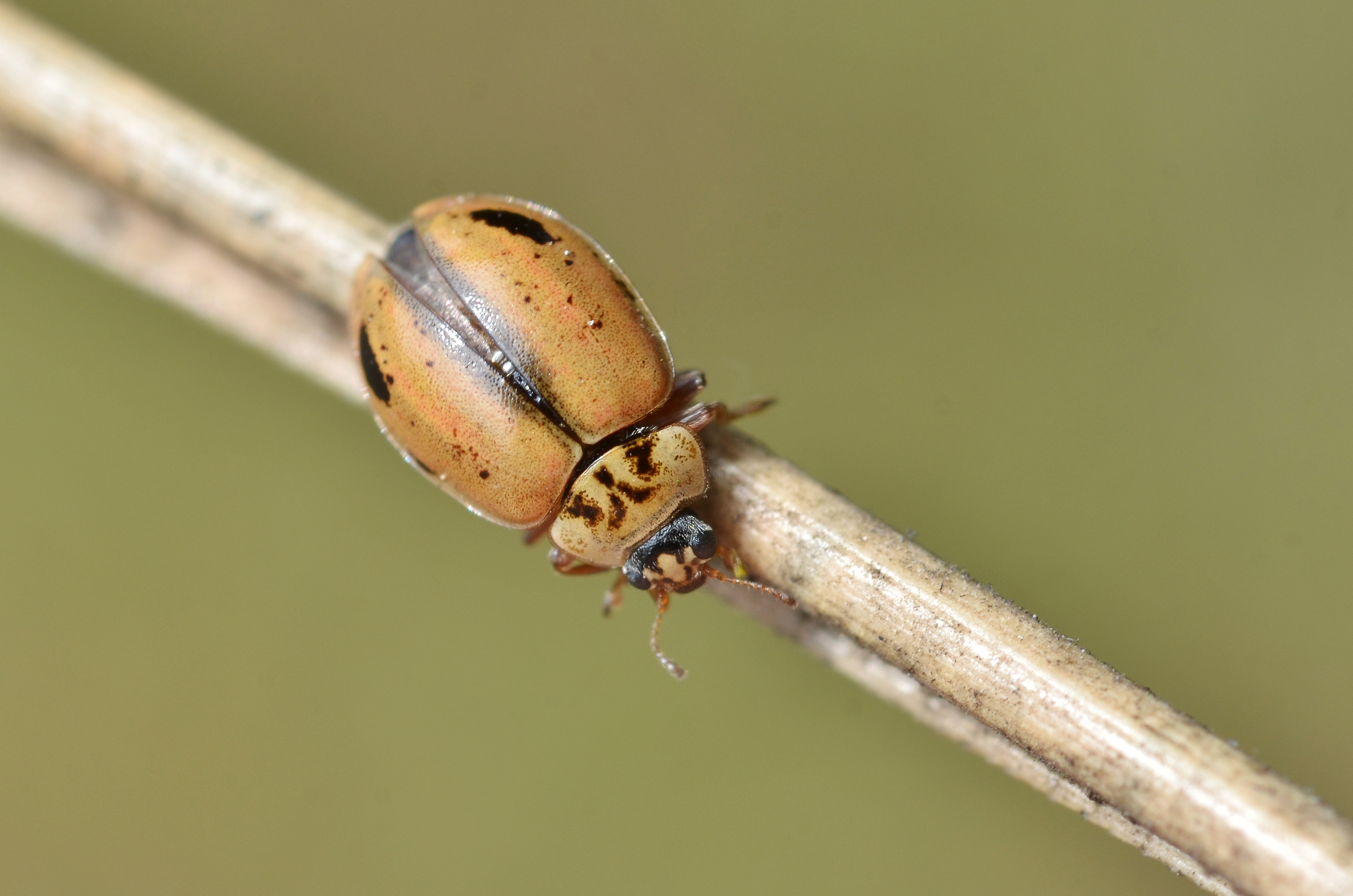
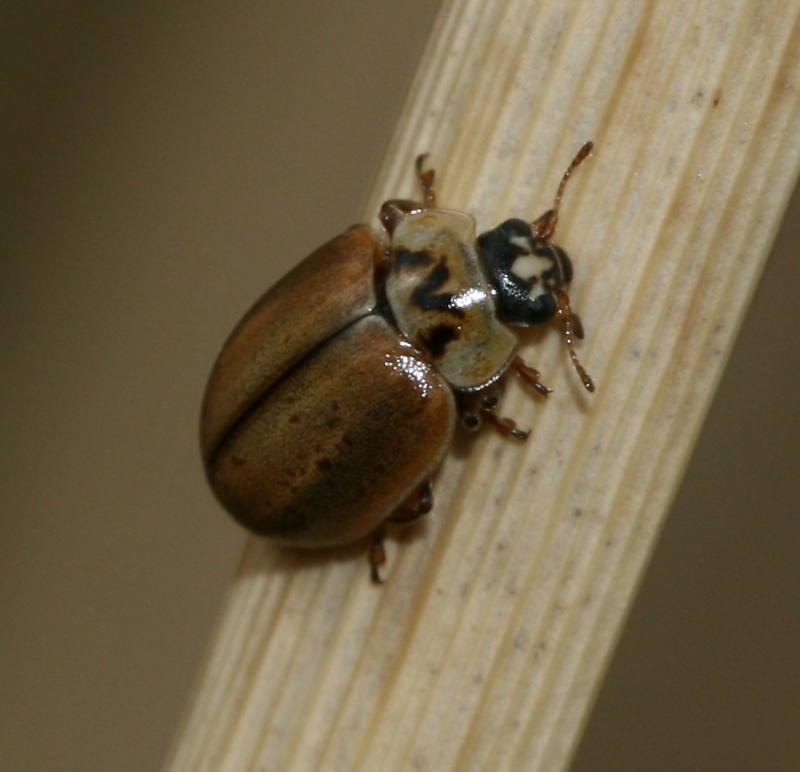
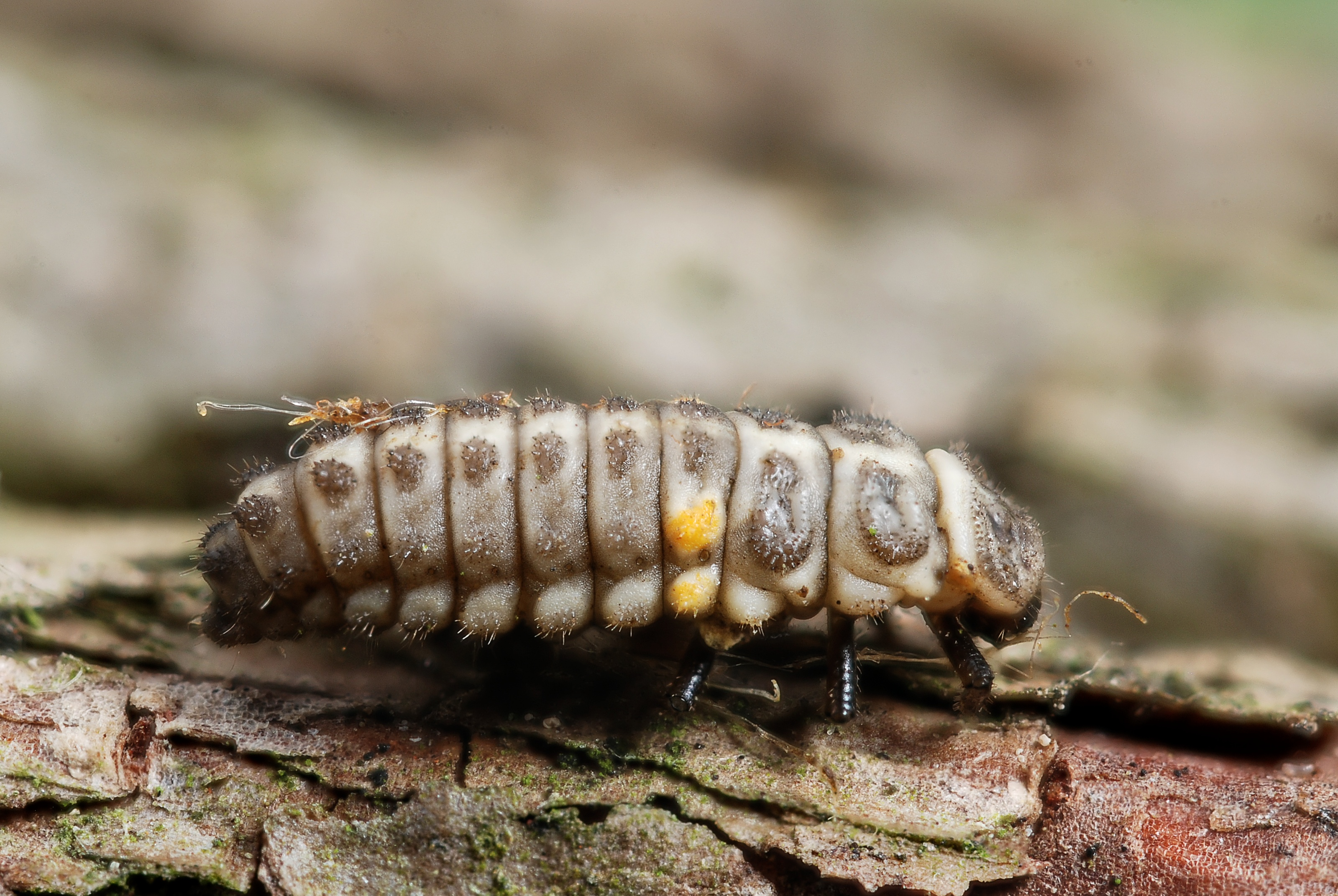

Magyarországon nem védett.